# Ориенталски стършел
Ориенталският стършел (Vespa orientalis) е стършел, който много прилича на Европейския стършел. Той не трябва да се обърква с Гигантския азиатски стършел (Vespa mandarinia).
Обикновено живее в Средиземноморската зона, но може да бъде открит и в Мадагаскар, Обединените Арабски Емирства и Индия. Поради човешката намеса, обаче, той започва да се разпространява и в Южна Америка.
Женските кралици са дълги от около 25 до 35 милиметра; мъжките екземпляри и работниците са по-малки.
При мъжките, антените имат 13 сегмента, а при женските – 12.
През 2010 група от изследователи от израелски и английски университети откриват, че жълтото райе върху корема на ориенталски стършел, е способно да превръща слънчевата светлина в енергия. Всъщност, основната метаболитна дейност се осъществява в жълтия пигментен слой, което може да означава, че слънцето е основният източник на енергия. Този процес става възможен заради пигмента наречен ксантоптерин. Това може да обясни защо тези насекоми са по-активни по време на деня, за разлика от други видове стършели.